# Elecciones generales de Alemania Oriental de 1981
Las Elecciones generales de Alemania Oriental de 1981 se celebraron el 14 de junio de 1981. Un total de 500 diputados fueron elegidos a la Volkskammer, siendo todos ellos candidatos de la lista única del Frente Nacional. Se presentaron 679 candidatos del Frente, siendo elegidos 500; 179 de ellos como diputados suplentes. En su primera sesión el 25 de junio, la Volkskammer reeligió a Willi Stoph como Presidente del Consejo de Ministros, mientras que Erich Honecker fue reelegido presidente del Consejo de Estado.
De 12 352 263 electores inscritos, 12 255 006 (99,2%) votaron, con 12 235 515 (un 99,9%) votos emitidos para los candidatos del Frente y 16 613 (0,1%) votos en contra de los candidatos del Frente. 2878 papeletas fueron invalidadas.

## Resultados
| Partido/Grupo                             | Acrónimo | Escaños |
| ----------------------------------------- | -------- | ------- |
| Partido Socialista Unificado de Alemania  | SED      | 127     |
| Federación Alemana de Sindicatos Libres   | FDGB     | 68      |
| Unión Demócrata Cristiana                 | CDU      | 52      |
| Partido Liberal Democrático de Alemania   | LDPD     | 52      |
| Partido Democrático Campesino de Alemania | DBD      | 52      |
| Partido Nacional Democrático de Alemania  | NDPD     | 52      |
| Juventud Libre Alemana                    | FDJ      | 40      |
| Liga de Mujeres Demócratas                | DFD      | 35      |
| Asociación Cultural de la RDA             | KB       | 22      |